# Jakubów (Jędrzejów)
Pour les articles homonymes, voir Jakubów.
Jakubów est une localité polonaise de la gmina d'Imielno, située dans le powiat de Jędrzejów en voïvodie de Sainte-Croix.